# Oak Grove Village (Misuri)
Oak Grove Village es una villa ubicada en el condado de Franklin en el estado estadounidense de Misuri. En el Censo de 2010 tenía una población de 509 habitantes y una densidad poblacional de 309 personas por km².

## Geografía
Oak Grove Village se encuentra ubicada en las coordenadas 38°13′40″N 91°8′58″O / 38.22778, -91.14944. Según la Oficina del Censo de los Estados Unidos, Oak Grove Village tiene una superficie total de 1.65 km², de la cual 1.65 km² corresponden a tierra firme y (0%) 0 km² es agua.

## Demografía
Según el censo de 2010, había 509 personas residiendo en Oak Grove Village. La densidad de población era de 309 hab./km². De los 509 habitantes, Oak Grove Village estaba compuesto por el 96.46% blancos, el 0.39% eran afroamericanos, el 0.39% eran amerindios, el 0.2% eran asiáticos, el 0% eran isleños del Pacífico, el 0.2% eran de otras razas y el 2.36% pertenecían a dos o más razas. Del total de la población el 1.77% eran hispanos o latinos de cualquier raza.